# 克洛克達爾
克洛克達爾是日本動漫作品《ONE PIECE》裡的一個角色，前任「王下七武海」之一。在和之國篇之後，成為「十字公會」幹部，被誤傳為「巴其速遞」旗下的勢力，但實際上他是「十字公會」的創始人之一。

## 設計
名字的英文意思是“鱷魚”，其創作原型是威尔士海盗、前牙买加副总督亨利·摩根。形象参考自迪士尼动画《小飞侠》里的反派虎克船长。
全稱意譯為“克洛克達爾卿”或“克洛克達爾爵士”，但最初中文翻譯將「Sir」全名翻成“沙·克洛克達爾”。

## 人物
外號沙漠之王，特徵為大背頭，臉上有一道橫斷的長傷疤，右耳帶耳環，喜歡抽雪茄。獨特笑聲為「咕哈哈哈」。左手是金鉤，內部藏有帶蠍毒的極毒鉤子和一枚刀刃，中毒者如果不馬上消毒，很快就會毒發身亡。性格殘忍，對任何人都不信任，只要失去了利用價值便就此殺害。
前任「王下七武海」兼秘密犯罪組織巴洛克華克的社長，代號「Mr.0」；除此之外他也在阿拉巴斯坦王國的城鎮雨地經營大型賭場「雨宴」，是魯夫第一個打敗的「王下七武海」，敗於魯夫之後淪為階下囚，一切的特權都被世界政府收回。
在漫畫單行本第63集，曾出現童年時代的克洛克達爾，當時的他梳著背頭，沒有眉毛，臉上還沒有橫斷的傷疤，性情相當冷淡，而且習慣隨身攜帶一根手杖。
雖然原懸賞金只有8,100萬貝里，但作者尾田榮一郎在SBS中指出，如果衡量他的實力去訂定合理的懸賞金額，應該會比8,100萬多上好幾倍。

## 能力
克洛克達爾是自然系「沙礫果實」能力者，沙礫人，能把身體變成沙，並操縱沙。
能夠吸收各種水分，只要被他碰到，人或草木就會乾枯，石頭與大地就會變回沙，能使活人在短時間內變成木乃伊，還能製造沙塵暴或沙刃。在沙漠中極為有利，號稱世上沒有人能在沙漠中擊敗自己。
弱點是液體（如水或血等），只沾到就會凝結而無法變成沙。他於左手金鉤藏有蠍毒針，毒針裡的劇毒能使一個大石頭腐蝕。

### 霸氣
於VIVRE CARD 〜ONE PIECE圖鑑〜【威脅“新世界”的強者】中證實，克洛克達爾擁有武裝色霸氣和見聞色霸氣。

## 劇中表現
克洛克達爾在年輕時就像魯夫等人一樣，以勢如破竹之勢揚名大海，20多歲初頭就加入王下七武海，之後挑戰「白鬍子」艾德華·紐蓋特慘敗而安份了一陣子，但實質上是將野心伸向阿拉巴斯坦王國，並以七武海身分不斷狩獵海賊，因而經常被報紙刊載為英雄。24年前「海賊王」哥爾·D·羅傑在羅格鎮被處刑時，他是現場的目擊者之一。

### 第一部
- 阿拉巴斯坦王國事件

阿拉巴斯坦王國內亂的主謀，利用禁品「跳舞粉」的副作用令阿拉巴斯坦王國3年乾旱不下雨，並將責任推給該國的國王娜菲魯塔莉·寇布拉，不知就裡的民眾因為不滿而組成叛亂軍，與國王軍爆發嚴重的戰爭，克洛克達爾本人亦組織巴洛克華克暗地行動，卻仍然被奉為「國家的英雄」，可說相當狡猾，縝密計畫的背後目的是奪取記載於阿拉巴斯坦王國的古代兵器「冥王」。以身為自然系能力者的優勢和魯夫交戰兩次皆勝利，後來克洛克達爾與當時的巴洛克華克副社長妮可·羅賓抵達阿爾巴那的地下葬祭殿，要求羅賓負責解讀地下葬祭殿裡記有古代兵器「冥王」的歷史本文，但羅賓不願意透露石碑上記載的真實內容，還試圖用克洛克達爾怕水的弱點暗殺他，克洛克達爾憤而用附有劇毒的鋼鉤將羅賓殺成重傷。後來因為被魯夫發現其弱點，最終在地下葬祭殿與魯夫作第三次戰鬥時，被「橡膠暴風雨」擊敗，後被海軍收押至海軍拘留所，並被除名七武海一職。在他敗北的同時，阿拉巴斯坦王國終於下起3年來的第一場大雨，至於被他脅持重傷的寇布拉與羅賓，則在事後被魯夫所救，此次事件還導致羅賓因此脫離巴洛克華克，正式加入了草帽海賊團。
- 押入監獄

於扉頁連載《Miss黃金週的作戰名「尋找巴洛克」》中，「Miss Golden Week」等人前往海軍拘留所協助伙伴們逃獄，但他與「Mr.1」以「沒有心情」為由而拒絕逃跑，及後被海軍押入「深海大監獄」推進城，囚禁於LEVEL 6「無限地獄」。其被除名七武海之後的空缺由「黑鬍子」馬歇爾·D·汀奇遞補。
- 推進城事件

魯夫被困在LEVEL 6的時候表示願意協助他逃獄而被釋放，儘管魯夫依舊不滿他在阿拉巴斯坦的一切惡行，但他表示對阿拉巴斯坦早已沒興趣。另外，雖然他為人不講信用，但似乎有把柄在「人妖王」伊娃柯夫手裡而暫時安份合作，並協助逃獄的一行人搶奪一艘海軍軍艦逃亡。
- 頂點戰爭事件

在「頂點戰爭」中企圖襲擊白鬍子，但被魯夫阻止；當他再次試圖靠近白鬍子展開攻擊時，被白鬍子海賊團第三隊隊長「鑽石」裘斯撞傷，接著他拒絕了唐吉訶德·多佛朗明哥提出合作的邀請，並展開激烈交戰。之後他因為「看不慣海軍得意的嘴臉」，出手擊倒「火拳」艾斯身邊舉著長刀的兩名劊子手；又在「鹰眼」喬拉可爾·密佛格追击魯夫时命令「Mr.1」達茲·波涅士掩護魯夫前進，當達茲隨即被「鹰眼」击伤后又亲自阻挡「鹰眼」的攻击；甚至阻止「赤犬」盃追殺魯夫和吉貝爾，使出「砂嵐」將他們送走，並與白鬍子海賊團眾隊長一同擋在「赤犬」面前。「頂點戰爭」發生的3個星期後，克洛克達爾與Mr.1現身於偉大航道的某座城鎮。他從報紙中獲知最新動態，對於魯夫重返馬林福特的行徑大惑不解。對話中還透露自己的「傷痕」早已癒合，所以會前往令人懷念的「新世界」，並邀請Mr.1與他同行。

### 第二部
當多佛朗明哥假意辭去七武海時，他在某座港口閱報得知此消息。圓蛋糕島事件落幕後，他在某個高級場所閱報得知魯夫等人在圓蛋糕島暗殺「BIG MOM」未遂而大幅提升懸賞額的消息。
在和之國篇結束時，他聯絡並邀請「鹰眼」一同創立新組織「十字公會」，順便向巴其索討先前借給他的鉅款，途中順手殲滅當時準備討伐巴其的海軍艦隊，結果反讓目睹此景的人們誤判為「克洛克達爾受巴其感召，趕來支援巴其」，該消息亦傳至海軍總部。起先他對於巴其欠債未還的情況同意對方提出的合作協議抵債，然而巴其陣營提供的宣傳服務卻將巴其置於海報中央（實為巴其手下擅自設計兼發佈海報），由此使他和合夥的「鹰眼」一起找上巴其興師問罪，但由於「鹰眼」表明希望過著平穩不被干擾的生活，同時向克洛克達爾提出「讓巴其擔任十字公會表面上的領導者來分散海軍的注意力，必要時可將巴其滅口」的建議，最終這項提議被克洛克達爾採納，讓巴其擔任十字公會表面上的領導者，而他們兩人作為十字公會幹部掌握實權。

## 備註
- 台灣九族文化村樂園內的「航海王故事館」，設有克洛克達爾與魯夫的決鬥場景[13][14]。
- 東海大學行政管理暨政策學系助理教授蔡偉銑在「動漫運用在通識教育課程上的另類嘗試：以《航海王》與民主政治課程關係為例」中，指出「就算國王軍全軍覆沒，只要打倒克洛克達爾，國民還是可以靠自己的手重建國家。」藉以向非政治系的選修學生，講解「政治或民主」[15]。